# 꺼우강
꺼우강(베트남어: Sông Cầu / 瀧梂)은 베트남 북부의 강이다. 꺼우강은 박깐성, 타이응우옌성, 박장성, 하노이, 박닌성의 도시들을 흐른다. 산악 지방인 박깐성의 서쪽, 쩌돈현에 있는 피아비오옥 봉에서 시작된다. 타이빈강 체계에서 가장 중요한 가장 중의 하나이다.
강의 길이는 288km, 유역 면적은 6030km2이다. 유역의 평균 높이: 190m, 평균 경사 16.1%, 평균 유역 폭: 31km, 순밀도 0.95km/km2 강 및 굽이 계수 2.02이다.